# آمادو گون کولیبالی
آمادو گون کولیبالی (انگلیسی: Amadou Gon Coulibaly؛ زادهٔ ۱۰ فوریهٔ ۱۹۵۹ – درگذشتهٔ ۸ ژوئیه ۲۰۲۰) سیاستمدار اهل ساحل عاج بود. وی از ژانویه ۲۰۱۷ تا هنگام مرگ در ژوئیه ۲۰۲۰ نخست‌وزیر ساحل عاج بود.
آمادو گون کولیبالی در ۸ ژوئیه ۲۰۲۰، بر اثر بیماری قلبی در سن ۶۱ سالگی درگذشت. 